# Stáraya Rusa
Stáraya Rusa (del ruso: Старая Русса) es una ciudad del óblast de Nóvgorod, en Rusia, centro administrativo del raión homónimo. Está situada a orillas del río Polist, a 99 km al sur de Nóvgorod y 250 km al sur de San Petersburgo. Su población alcanzaba los 32.235 habitantes en 2010.

## Historia

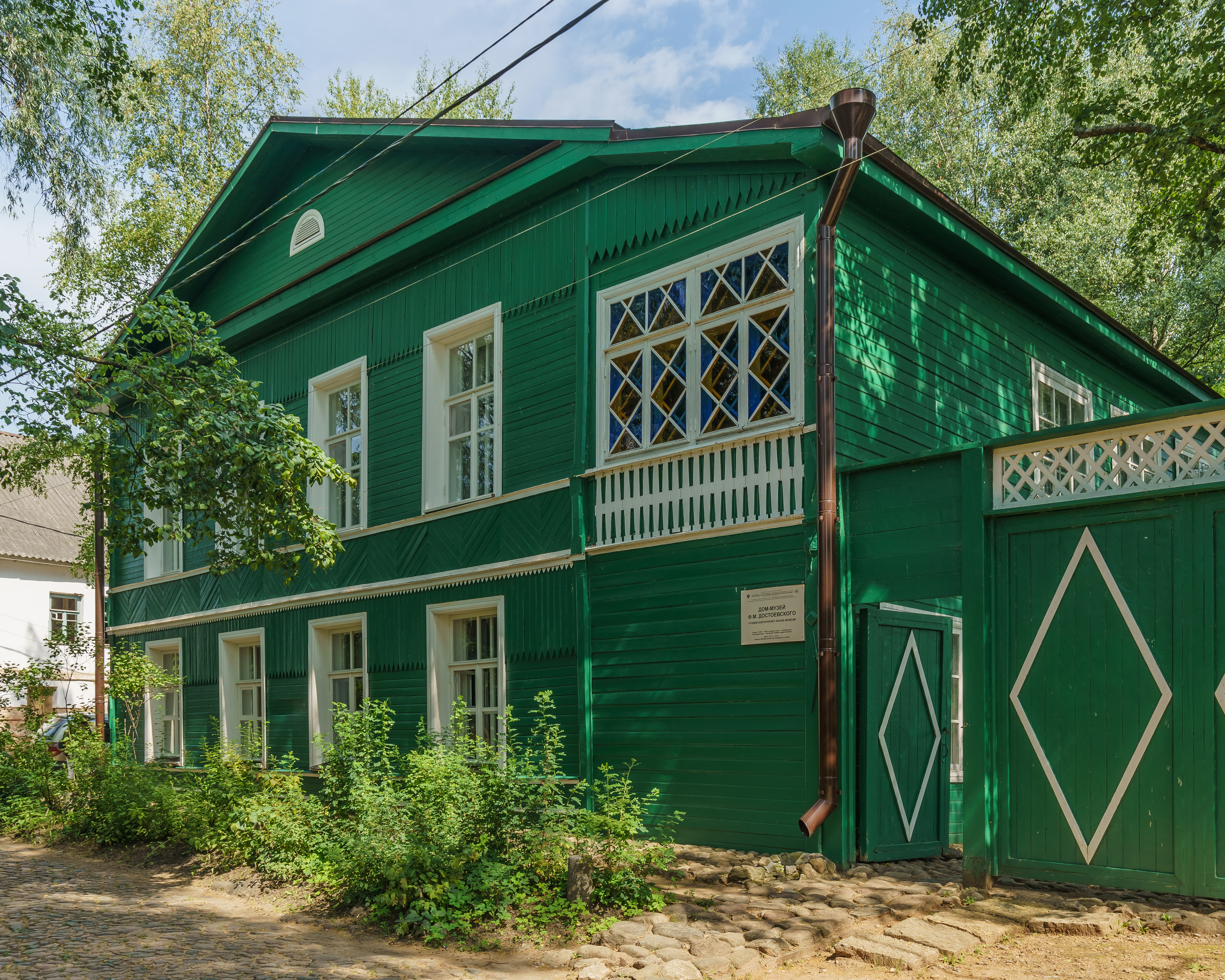
Casa de Dostoyevski

Stáraya Rusa fue fundada probablemente hacia mediados del siglo X, pero aparece por primera vez en las crónicas del año 1076. Por entonces es una de las tres principales ciudades de la república de Nóvgorod, juntamente con Pskov y Stáraya Ládoga. Su nombre se remonta a la época de los varegos, que se llamaban a sí mismos Rus'. Stáraya Rusa controlaba una de las rutas comerciales importantes que conectaban Polotsk, Nóvgorod y Kiev.
Las construcciones de Rusa eran de madera y se incendiaron completamente en 1190 y 1194. En 1478, Rusa fue incorporada a Moscovia al mismo tiempo que Nóvgorod. La palabra Stáraya ("antigua") le fue añadida en el siglo XV, para distinguirla de nuevas localidades llamadas Rusa.
Del siglo XV al siglo XVII, la antigua ciudad comercial se transformó en un centro industrial próspero, cuya actividad
principal eran las salinas. En tiempos del ascenso al trono de Iván el Terrible, Stáraya Rusa era la cuarta ciudad más conocida de Rusia, tras Moscú, Nóvgorod y Pskov. En el Interregno de 1610-1613, estuvo en manos de los polaco-lituanos y se despobló hasta tal punto que en 1613 contaba únicamente con 38 habitantes.
En 1824, el zar Alejandro I, creó cerca de la localidad colonias militares que se sublevarían en 1831, a raíz de los motines provocados por una epidemia de cólera. La ciudad apareció bajo el nombre de Skotoprigónievsk en la novela de Dostoyevski Los hermanos Karamázov (1879-1880). El poder soviético se estableció en Stáraya Rusa el 18 de noviembre de 1917. La ciudad fue ocupada durante la Segunda Guerra Mundial por la Wehrmacht de la Alemania Nazi el 9 de agosto de 1941 y liberada por el Ejército Rojo el 18 de febrero de 1944. Totalmente destruida por los ocupantes, fue reconstruida tras la guerra.

## Demografía
Como muchas ciudades rusas, Stáraya Rusa vio disminuir su población desde la disolución de la Unión Soviética. En 2001, su crecimiento vegetativo acusó un importante déficit de 11.9 por mil. con una tasa de natalidad particularmente débil de 7 por mil y una tasa de mortalidad elevada de 18.9 por mil.
| 1897   | 1959   | 1970   | 1979   | 1989   | 1992   | 2002   | 2007   |
| ------ | ------ | ------ | ------ | ------ | ------ | ------ | ------ |
| 15 200 | 25 400 | 34 600 | 40 400 | 41 538 | 41 600 | 35 511 | 33 694 |

## Economía y transporte
Hoy día en la ciudad hay empresas dedicadas a la ingeniería mecánica y la industria química así como una serie de empresas alimenticias.

## Galería

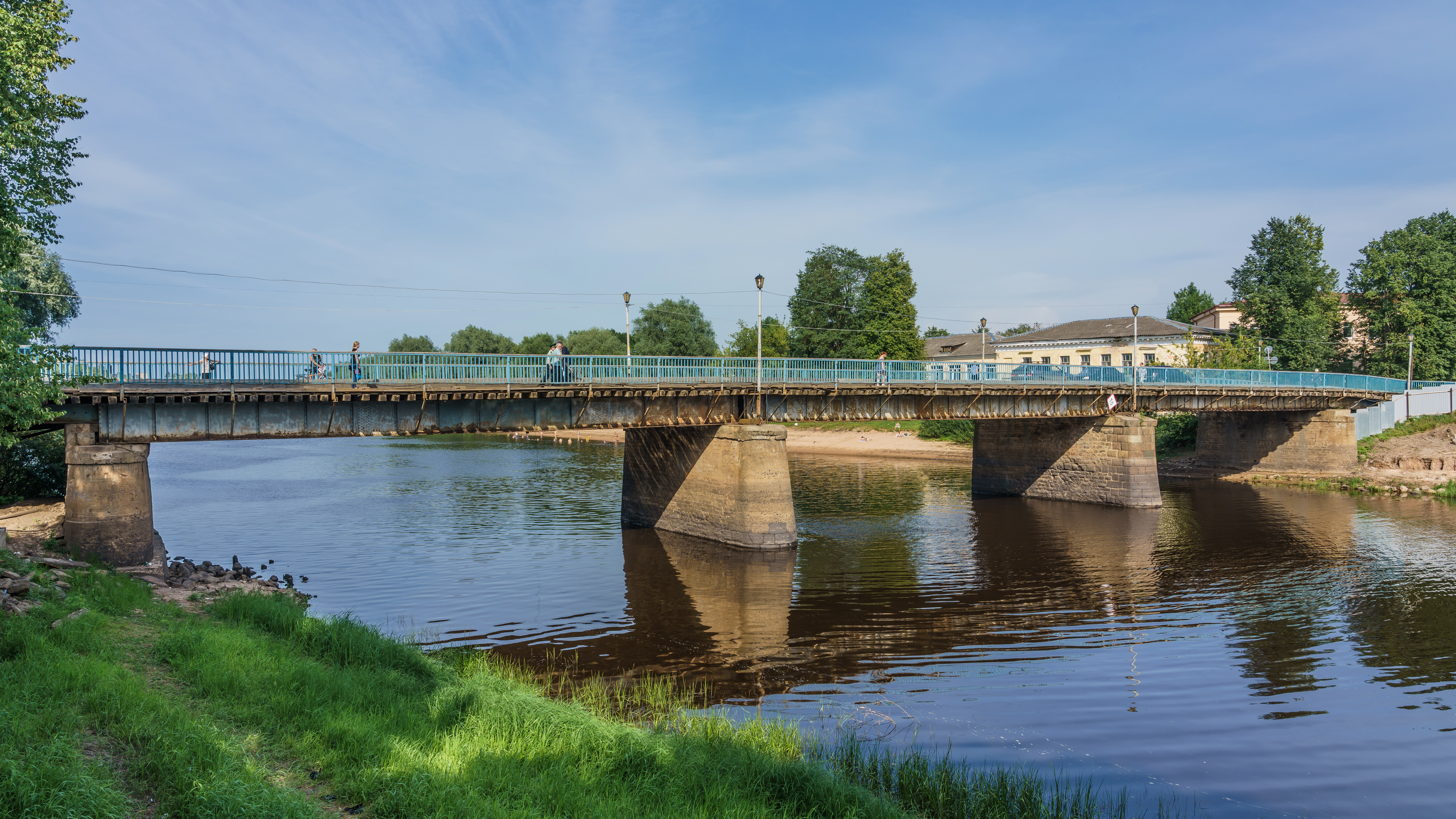
Puente Zhivoi.
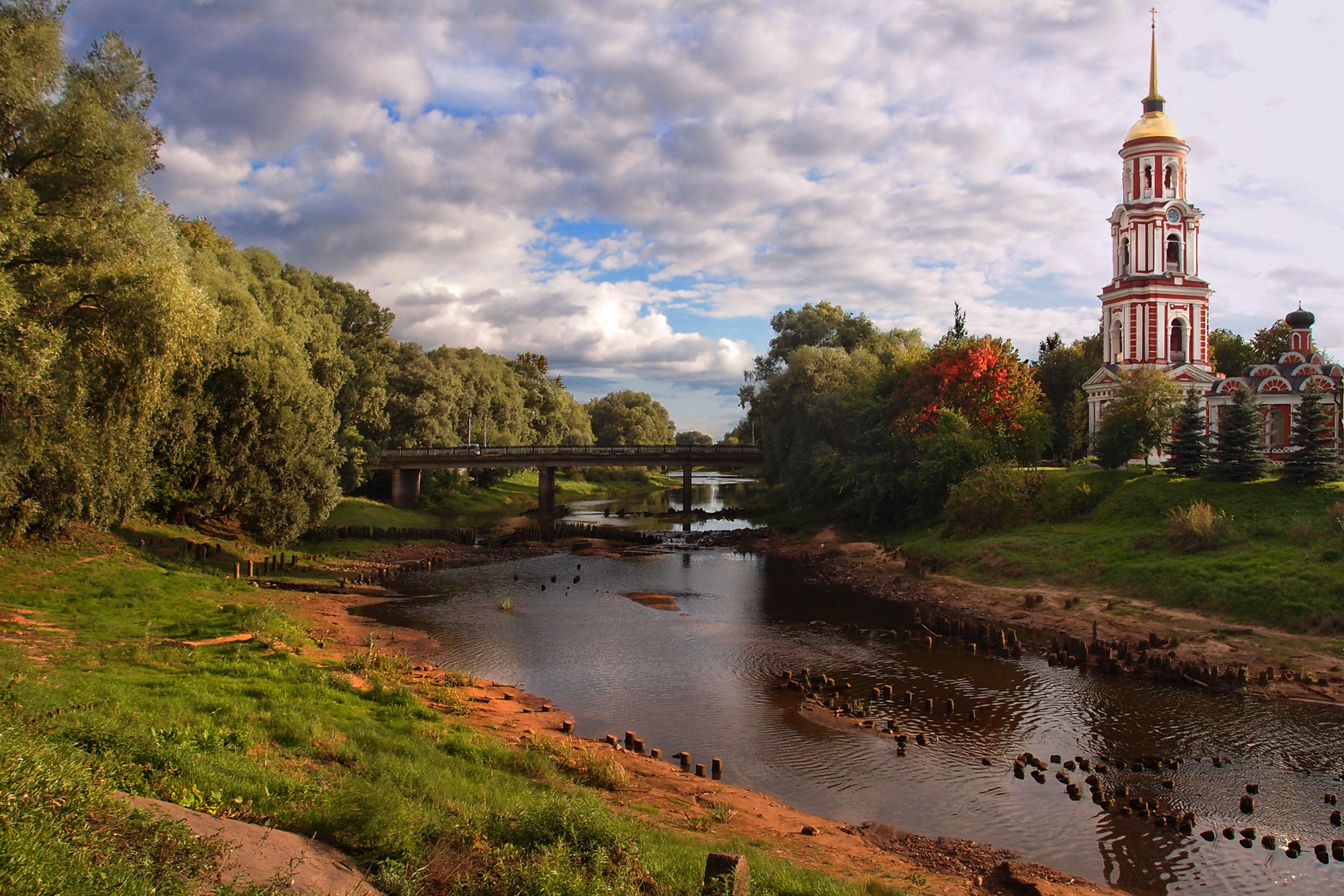
Río Polist, a su paso por Stáraya Rusa.
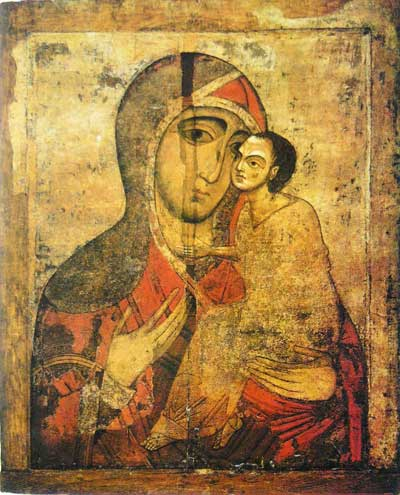
Icono de la Madre de Dios de Stáraya Rusa.
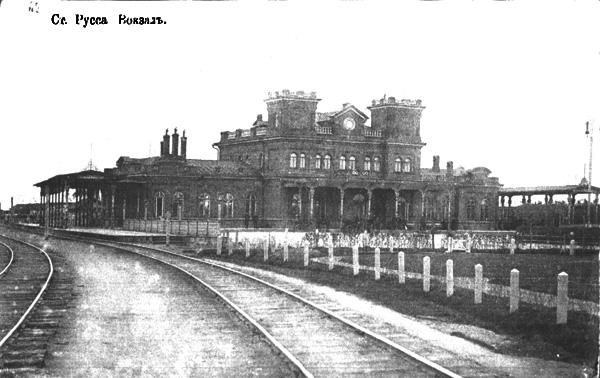
Estación de ferrocarril en 1916.
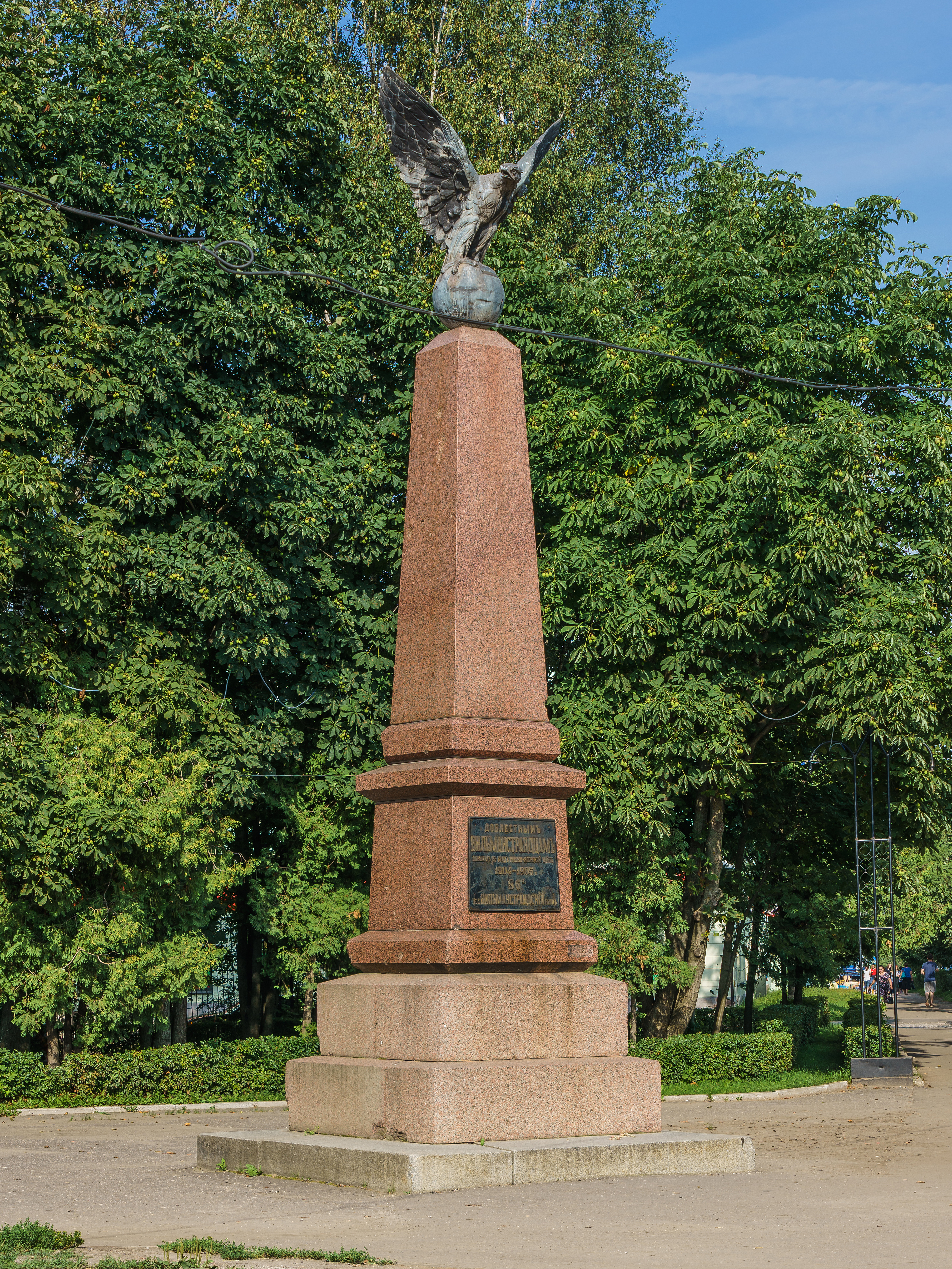
Memorial a los soldados de Oriol.
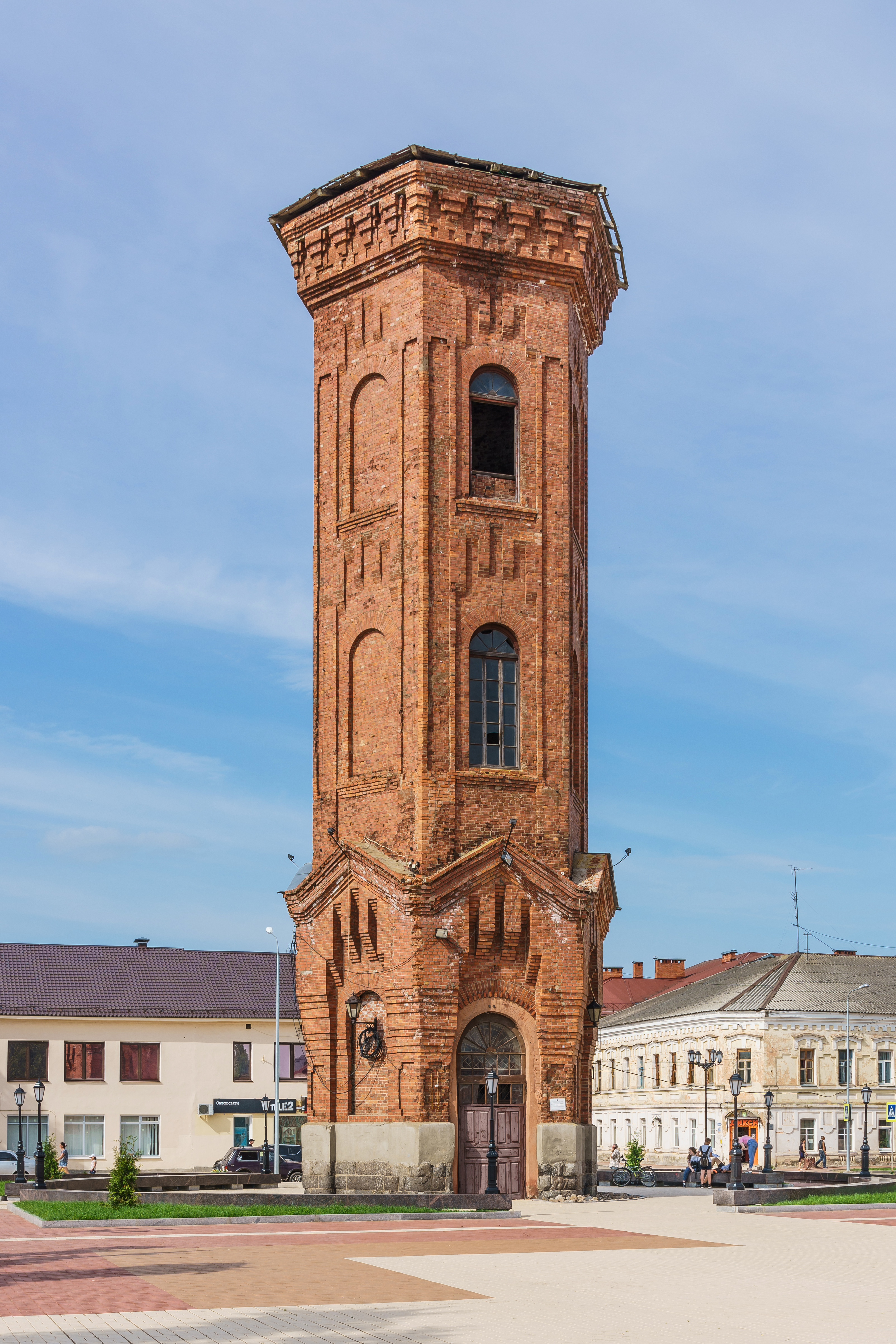
Depósito de agua de la ciudad construido entre 1908 y 1909.
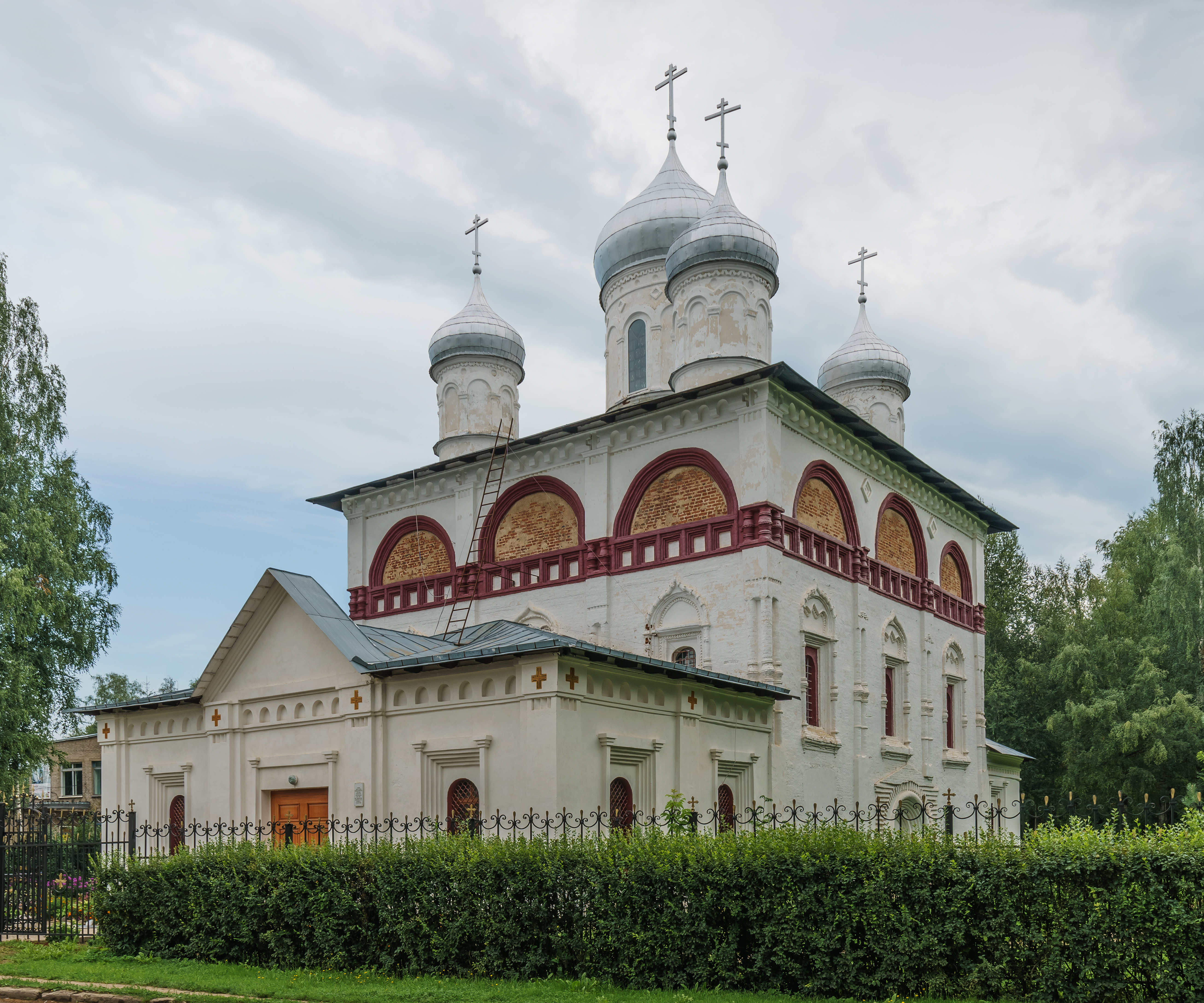
Iglesia de la Trinidad.
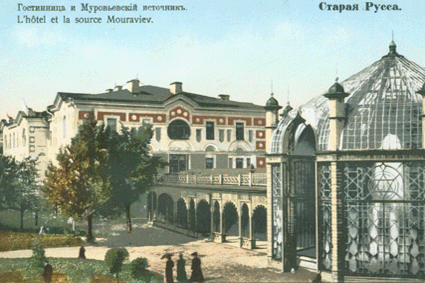
Balneario de Stáraya Rusa, finale del siglo XIX.
Moneda conmemorativa del año 2006.